# Cornell MacNeil
Cornell MacNeil (Minneapolis, 24 settembre 1922 – Charlottesville, 15 luglio 2011) è stato un baritono statunitense, noto in particolare per la lunga attività al Metropolitan Opera House.

## Biografia
Studiò all'"Hartt College of music" di Hartford con diversi insegnanti, tra cui Friedrich Schorr e Dick Marzollo, iniziando la carriera in commedie musicali a Broadway e "creando" il ruolo del protagonista ne Il console di Gian Carlo Menotti nel 1950. A partire dal 1953 iniziò l'attività operistica in diverse compagnie degli Stati Uniti, debuttando ne La traviata alla New York City Opera e apparendo alla San Francisco Opera (Escamillo nel 1955) e alla Lyric Opera di Chicago (Lescaut nel 1957).
Il 1959 fu un anno decisivo che vide il debutto alla Scala in Ernani e al Metropolitan in Rigoletto. Fu presente nel teatro newyorkese per 26 stagioni consecutive in 642 rappresentazioni, tra gli altri nei ruoli di Nabucco, Macbeth, Conte di Luna, Riccardo, Amonasro, Iago, Barnaba, Alfio, Tonio, Scarpia, Michele, Gianciotto. Oltre alla Scala apparve anche in diversi altri teatri italiani, tra cui Roma, Firenze, Napoli, Parma, nelle più importanti sedi europee, come Vienna, Londra, Parigi, Barcellona, Lisbona, e a Buenos Aires e Città del Messico. Nel 1969 divenne presidente della American Guild of Musical Artists.
Si distinse in particolare come interprete verdiano, dalla voce di grande volume, unito a notevole estensione. Tra le interpretazioni più notevoli, quelle di Iago e Rigoletto, quest'ultimo cantato 104 volte, anche in occasione della prima trasmissione televisiva dal Met nel 1977. È famoso anche per il ruolo di Scarpia, eseguito in 92 recite al Met, fino al termine della lunga carriera nel dicembre 1987.

## Repertorio
| Ruolo               | Titolo                                   | Autore      |
| ------------------- | ---------------------------------------- | ----------- |
| Sir Riccardo Forth  | I puritani                               | Bellini     |
| Escamillo           | Carmen                                   | Bizet       |
| Carlo Gérard        | Andrea Chénier                           | Giordano    |
| Tonio               | Pagliacci                                | Leoncavallo |
| Compare Alfio       | Cavalleria rusticana                     | Mascagni    |
| John Sorel          | Il console                               | Menotti     |
| Guglielmo           | Così fan tutte                           | Mozart      |
| Barnaba             | La Gioconda                              | Ponchielli  |
| Lescaut             | Manon Lescaut                            | Puccini     |
| Marcello            | La bohème                                | Puccini     |
| Vitellio Scarpia    | Tosca                                    | Puccini     |
| Jack Rance          | La fanciulla del West                    | Puccini     |
| Michele             | Il tabarro                               | Puccini     |
| Gianni Schicchi     | Gianni Schicchi                          | Puccini     |
| Nabucco             | Nabucco                                  | Verdi       |
| Don Carlo           | Ernani                                   | Verdi       |
| Gusmano             | Alzira                                   | Verdi       |
| Macbeth             | Macbeth                                  | Verdi       |
| Miller              | Luisa Miller                             | Verdi       |
| Rigoletto           | Rigoletto                                | Verdi       |
| Conte di Luna       | Il trovatore                             | Verdi       |
| Giorgio Gérmont     | La traviata                              | Verdi       |
| Enrico di Montforte | I vespri siciliani                       | Verdi       |
| Simon Boccanegra    | Simon Boccanegra                         | Verdi       |
| Renato              | Un ballo in maschera                     | Verdi       |
| Don Carlo di Vargas | La forza del destino                     | Verdi       |
| Don Rodrigo di Posa | Don Carlo                                | Verdi       |
| Amonasro            | Aida                                     | Verdi       |
| Iago                | Otello                                   | Verdi       |
| Sir John Falstaff   | Falstaff                                 | Verdi       |
| L'olandese          | L'olandese volante                       | Wagner      |
| Trinity Moses       | Ascesa e caduta della città di Mahagonny | Weill       |
| Gianciotto          | Francesca da Rimini                      | Zandonai    |

## Discografia

### Incisioni in studio
| Anno | Titolo Ruolo                     | Cast                                                       | Direttore                   | Etichetta/regia |
| ---- | -------------------------------- | ---------------------------------------------------------- | --------------------------- | --------------- |
| 1950 | The Consul John Sorel            | Patricia Neway, Marie Powers                               | Lehman Engel                | Decca           |
| 1958 | La fanciulla del West Jack Rance | Renata Tebaldi, Mario Del Monaco                           | Franco Capuana              | Decca           |
| 1959 | Pagliacci Tonio                  | Mario Del Monaco, Gabriella Tucci, Renato Capecchi         | Francesco Molinari Pradelli | Decca           |
|      | Aida Amonasro                    | Renata Tebaldi, Carlo Bergonzi, Giulietta Simionato        | Herbert von Karajan         | Decca           |
| 1960 | Cavalleria rusticana Alfio       | Giulietta Simionato, Mario Del Monaco                      | Tullio Serafin              | Decca           |
| 1961 | Un ballo in maschera Renato      | Birgit Nilsson, Carlo Bergonzi, Giulietta Simionato        | Georg Solti                 | Decca           |
|      | Rigoletto                        | Renato Cioni, Joan Sutherland, Cesare Siepi                | Nino Sanzogno               | Decca           |
| 1965 | Luisa Miller Miller              | Anna Moffo, Carlo Bergonzi, Shirley Verrett, Giorgio Tozzi | Fausto Cleva                | RCA             |
| 1967 | Rigoletto                        | Nicolai Gedda, Reri Grist, Ruggero Raimondi                | Francesco Molinari Pradelli | EMI             |

### Registrazioni dal vivo
- La traviata: selez. (Kirsten, Hayward; dir. Cellini) - New Orleans 1958 VAI
- Tosca (Curtis Verna, Bjorling; dir. Mitropoulos) - Met 1959 BCS/Myto(selez.)
- Nabucco (Rysanek, Siepi, Fernandi; dir. Schippers) - Met 1960 Melodram
- Rigoletto (Peters, Morell, Tozzi; dir. Verchi) - Met 1960 ed. Première Opera
- Rigoletto (Gencer, Raimondi; dir. Quadri) - Buenos Aires 1961 GOP
- Aida (Corelli, Tucci, Dalis, Tozzi; dir. Shick) - Met 1962 GOP/Myto
- Ernani (Bergonzi, Price, Tozzi: dir. Schippers) - Met 1962 Movimento Musica/Frequenz
- Tosca (Price, Corelli; dir. Adler) - Met 1962 Myto
- Luisa Miller (Stella, Di Stefano, Ariè; dir. Sanzogno) - Palermo 1963 GDS/Première Opera
- Il trovatore (Ottolini, Maragliano, Domínguez; dir. Previtali) - Buenos Aires 1963 Opera Lovers
- Ernani (Limarilli, Roberti, Rossi-Lemeni; dir. Molinari Pradelli) - Parma 1963 Lyric Distribution
- Ernani (Labò, Roberti, Hines; dir. Previtali) - Buenos Aires 1964 Première Opera
- Rigoletto (D'Angelo, Bergonzi; dir. Santi) - Met 1964 Bensar/Opera Lovers
- Rigoletto (Peters, Kraus; dir. Molinari-Pradelli) - Met 1966 Bongiovanni/Living Stage
- La Gioconda (Tebaldi, Corelli, Cvejic, Siepi; dir. Cleva) - Met 1966 Opera Lovers
- La Gioconda (Tebaldi, Bergonzi, Cossotto, Giaiotti; dir. Cleva) - Met 1968 GOP
- Simon Boccanegra (Ghiaurov, Orlandi Malaspina, Tucker, Milnes; dir. Molinari Pradelli) - Met 1968 Opera Lovers
- Aida (Arroyo, Bergonzi, Cevjic, Rossi-Lemeni, dir. Bartoletti) - Buenos Aires 1968 House of Opera
- Pagliacci (Vickers, Carlyle; dir. Bartoletti) - Buenos Aires 1968 VAI
- Andrea Chenier (Corelli, Tucci; dir. Cleva) - Met 1971 Legato
- Rigoletto (Shelle, Bergonzi; dir. Savini) - Barcellona 1971 Arkadia/Savini Edition
- Macbeth (Bumbry, Nabokov, Lavirgen, dir. Ziino) - Filadelfia 1971 Opera Lovers
- I puritani (Freni, Fisichella, Washington, dir. La Rosa Parodi) - Roma 1971 OOA

## Videografia
- Verdi: Rigoletto (Cotrubaș, Domingo, Díaz; dir. Levine, reg. Dexter, 1977) [live]
- Verdi: Otello (Scotto, Vickers; dir. Levine, reg. Zeffirelli/Melano, 1978) [live]
- Puccini: Tosca (Verrett, Pavarotti, Corena; dir. Conlon, reg. Gobbi, 1978) [live]
- Weill: Aufstieg und Fall der Stadt Mahagonny (Stratas, Varnay, Cassilly, Plishka; dir. Levine, reg. Dexter, 1979) [live]
- Puccini: Il tabarro (Scotto, Moldoveanu; dir. Levine, reg. Melano, 1981) [live]
- Verdi: La traviata (Stratas, Domingo; dir. Levine, reg. Zeffirelli, 1982) Deutsche Grammophon
- Zandonai: Francesca da Rimini (Scotto, Domingo; dir. Levine, reg. Faggioni, 1984) [live]
- Puccini: Tosca (Behrens, Domingo; dir. Sinopoli, reg. Zeffirelli, 1985) [live]